# Nati nel 1978/Senza giorno specificato
| Questa pagina contiene informazioni ricavate automaticamente dalle voci biografiche con l'ausilio del template Bio e di un bot. L'aggiornamento è periodico e automatico e ricostruisce completamente la pagina. Se manca una persona in questa lista, sei pregato di non aggiungerla, ma accertati piuttosto che la sua voce biografica contenga il template Bio e che i dati anagrafici siano correttamente compilati. Se il template Bio manca, inseriscilo tu stesso o, in alternativa, metti l'avviso {{tmp\|Bio}} che ne segnala la mancanza. Se i dati riportati sono sbagliati, correggi direttamente la voce biografica; le modifiche saranno visibili in questa lista entro pochi giorni. Per chiarimenti vedi il progetto biografie. La lista contiene solo le 163 persone che sono citate nell'enciclopedia e per le quali è stato implementato correttamente il template Bio. Pagina aggiornata al 2 ago 2025. |

- Ghada Abdel Aal, scrittrice egiziana
- Abu Ahmad al-Kuwayti, terrorista e militare pakistano († 2011)
- Omar Ait Said, cantautore e poeta berbero
- Javier Alcalde, esperantista e pacifista spagnolo
- Mia Alvar, scrittrice filippina
- Ayten Amin, regista e produttrice cinematografica egiziana
- Ahmed Askalany, artista egiziano
- Justine Augier, scrittrice, giornalista e traduttrice francese
- Yvette Baker, orientista britannica
- Habtamu Bekele, ex maratoneta etiope
- Robin Benway, scrittrice statunitense
- Marion Berger, ex sciatrice alpina italiana
- Bibio, musicista e produttore discografico inglese
- 108, writer italiano
- Razek François Bitar, controtenore siriano
- Filippo Bologna, scrittore, sceneggiatore e regista italiano
- Angelo Bonanni, tecnico del suono italiano
- Federico Bonelli, ex ballerino e direttore artistico italiano
- Martin Brandlhuber, ex sciatore alpino e sciatore freestyle tedesco
- Tom Brooke, attore britannico
- Ville Bylin, ex sciatore alpino svedese
- Alessandro Carloni, animatore e illustratore italiano
- Antoine Cassar, poeta e traduttore maltese
- Carlos Ceacero, regista, sceneggiatore e scrittore spagnolo
- Matteo Cellini, scrittore italiano
- Cho Nam-joo, scrittrice sudcoreana
- Avishai Cohen, trombettista e compositore israeliano
- Javier Colon, cantautore statunitense
- Eneko Conde Pujana, pilota di rally spagnolo
- Blake Crouch, scrittore statunitense
- Valérie Crunchant, attrice francese
- Inma Cuevas, attrice spagnola
- D*Face, artista e writer britannico
- Stina Dahlgren, ex sciatrice alpina svedese
- Isabelle Darras, modella greca
- Stefano De Bartolomeo, artista marziale italiano
- Gianluca De Col, drammaturgo e attore italiano
- Julia Delich, ex sciatrice alpina canadese
- Mohamed Diab, sceneggiatore e regista egiziano
- Brandon J. Dirden, attore statunitense
- Suzan Dole, ex sciatrice alpina e sciatrice freestyle statunitense
- Dominik Eulberg, musicista e disc jockey tedesco
- Daniel Domscheit-Berg, attivista tedesco
- Andrzej Dragan, fotografo polacco
- Esi Edugyan, scrittrice canadese
- Armin Eisendle, ex sciatore alpino italiano
- Justine Electra, musicista, cantante e disc jockey australiana
- Jack Fairweather, scrittore e giornalista britannico
- Israa Abdel Fattah, attivista e politica egiziana
- Cao Fei, artista cinese
- Martin Fiedler, astronomo tedesco
- William Fitzsimmons, cantautore e musicista statunitense
- Cristina Flutur, attrice rumena
- Neil Forsyth, scrittore e giornalista scozzese
- Gianfranco Franchi, scrittore e critico letterario italiano
- Ryan Gattis, scrittore statunitense
- François-Xavier Gbré, fotografo francese
- Ola Gjeilo, pianista e compositore norvegese
- Simon Godwin, regista teatrale e direttore artistico britannico
- Hainbach, musicista e compositore tedesco
- Sam Gold, regista statunitense
- Gonjasufi, cantante, musicista e disc jockey statunitense
- Mandy Gonzalez, attrice e cantante statunitense
- Stewart Goodyear, pianista, compositore e arrangiatore canadese
- Arnt Ove Grønbech, chitarrista norvegese
- Gareth Hanrahan, autore di giochi irlandese
- Rich Harrison, produttore discografico e paroliere statunitense
- Leslie Hayman, attrice statunitense
- Allister Heath, giornalista, scrittore e editorialista francese
- Dennis Hwang, designer statunitense
- Sebastian Florian Hönig, astronomo tedesco
- Anne Imhof, artista e coreografa tedesca
- Randa Jarrar, scrittrice statunitense
- Danielle Jones, modella trinidadiana
- Christopher Kayes, economista e saggista statunitense
- Andreas Kofler, architetto italiano
- Patrick Michael Kolla, ingegnere e informatico tedesco
- Charlotte Krona, modella, violinista e conduttrice televisiva svedese
- Elisabeth Kögl, ex sciatrice alpina tedesca
- Mauro Lanfranchi, fondista di corsa in montagna italiano
- Chris Lattner, informatico statunitense
- Nam Le, scrittore australiano
- Hollyanne Leonard, supermodella canadese
- David Machado, scrittore portoghese
- Clare Mackintosh, scrittrice britannica
- Ortal, cantante israeliana
- Miha Malus, ex sciatore alpino sloveno
- Michele Marelli, clarinettista italiano
- Francesco Matteuzzi, fumettista, giornalista e scrittore italiano
- Anna Mazzola, scrittrice britannica
- Fiona McFarlane, scrittrice australiana
- Gillian McFetridge, ex sciatrice alpina e sciatrice freestyle canadese
- Luca Milani, cantautore e chitarrista italiano
- Riccardo Minasi, direttore d'orchestra e violinista italiano
- Makobo Modjadji VI, sovrana sudafricana († 2005)
- Kgebetli Moele, scrittore sudafricano
- Kestie Morassi, attrice australiana
- Andrea Moretti, doppiatore italiano
- Scott Morrison, allenatore di pallacanestro canadese
- Zabiullah Mujahid, politico afghano
- Muzi Mei, giornalista, blogger e scrittrice cinese
- Farah Nabulsi, regista, sceneggiatrice e attivista palestinese
- Roberto Navigli, informatico italiano
- Amber Newman, attrice statunitense
- Terje Nordgarden, artista norvegese
- Kendi Oiwa, fumettista giapponese
- Phyllis Omido, ambientalista keniota
- Stefan Overgaard, ex sciatore alpino canadese
- Jessica Oyelowo, attrice britannica
- Harald Pachner, ex sciatore alpino austriaco
- Alberto Pellegatta, poeta, critico letterario e traduttore italiano
- Angelo Petrella, scrittore, sceneggiatore e traduttore italiano
- Pier Paolo Piciarelli, sceneggiatore italiano
- Stefano Pilia, chitarrista, contrabbassista e compositore italiano
- Francesco Piras, regista, direttore della fotografia e fotografo italiano
- James Ponsoldt, regista, sceneggiatore e produttore cinematografico statunitense
- Edan, rapper e disc jockey statunitense
- Ratigher, fumettista e editore italiano
- Michael T. Read, astronomo statunitense
- Mike Relm, disc jockey statunitense
- Lonny Ross, attore e comico statunitense
- Roberta Rovelli, attrice italiana
- Małgorzata Rożniecka, modella polacca
- Boris Bidjan Saberi, stilista tedesco
- Desiderio Sanzi, regista e artista italiano
- Hidetaka Sato, astronomo giapponese
- Samanta Schweblin, scrittrice argentina
- Holly Shelton, ex sciatrice alpina statunitense
- Ryan Silverman, attore canadese
- Tatum Skoglund, ex sciatrice alpina statunitense
- Vivian Slaughter, cantautrice e bassista giapponese
- Meaghan Smith, cantante canadese
- Travis Stever, chitarrista statunitense
- Tomonori Sudō, animatore, character designer e regista giapponese
- Julius Sugut, ex maratoneta keniota
- Stefanie Sun, cantante singaporiana
- Travis Svensrud, ex sciatore alpino e sciatore freestyle statunitense
- Laurent Sénéchal, montatore francese
- Massy Tadjedin, regista e sceneggiatrice iraniana
- Mehmet Tarhan, attivista curda
- David Tarus, maratoneta keniota
- Tying Tiffany, cantante italiana
- Ebru Timtik, avvocata e attivista turca († 2020)
- Francesco Velonà, autore televisivo e sceneggiatore italiano
- Johann Vexo, organista e compositore francese
- Ehren Watada, militare statunitense
- Gemma Weekes, scrittrice e poetessa britannica
- Kevin Wilson, scrittore statunitense
- N. D. Wilson, scrittore statunitense
- Tom Wood, scrittore britannico
- Ren Xiaowen, scrittrice cinese
- Abdusamet Yigit, scrittore curdo
- Rachel Yoder, scrittrice statunitense
- Honobu Yonezawa, scrittore e fumettista giapponese
- Adrian Younge, compositore, arrangiatore e produttore discografico statunitense
- Sibel Gürsoy, cantante e compositore turca
- Xu Zechen, scrittore cinese
- Ines Zenhäusern, ex sciatrice alpina svizzera
- Jokha al-Harthi, scrittrice omanita
- Luca de Santis, scrittore, fumettista e saggista italiano
- Stereo Mike, rapper greco
- Saadet Özkan, attivista turca
- Anna Šaryhina, attivista ucraina